# مارس 2014
مارس 2007 هو الشهر الثالث من عام 2010، بدأ يوم السبت، وأنتهى يوم الأثنين، وأمتد لواحد وثلاثين يومًا.

## بوابة:أحداث جارية
| \| 1 مارس 2014 (السبت) \| عدل \| تاريخ \| راقب \| تصفح \| |     |       |      |      |
| نزاعات مسلحة وهجمات - الثورة الأوكرانية 2014 وأزمة القرم 2014 - الرئيس الروسي فلاديمير بوتين يطلب موافقة مجلس الاتحاد على استخدام القوات الروسية في أوكرنيا، والمجلس يوافق بالإجماع. (إيلاف) - وزير الخارجية البريطاني ويليام هيغ يستدعي السفير الروسي لدى المملكة المتحدة. (وكالة الأنباء الكويتية) - رئيس حكومة القرم سيرجي أكسيونوف يطلب في بيان رسمي: "أناشد الرئيس فلاديمير بوتين توفير الدعم لضمان السلام في جمهورية القرم ذات الحكم الذاتي". (بي بي سي عربي) |     |       |      |      |
| 1 مارس 2014 (السبت) | عدل | تاريخ | راقب | تصفح |

| \| 2 مارس 2014 (الأحد) \| عدل \| تاريخ \| راقب \| تصفح \| |     |       |      |      |
| نزاعات مسلحة وهجمات - الثورة الأوكرانية 2014 وأزمة القرم 2014 - قائد القوات البحرية الأوكرانية دينيس بيريزوفسكي، المعين يوم 1 مارس، ينشق إلى جانب حكومة القرم التي تدعمها روسيا. (بي بي سي عربي) - الرئيس الأوكراني بالإنابة ألكسندر تورشينوف يعلن إغلاق المجال الجوي للبلاد أمام الطائرات غير المدنية. (يورونيوز) |     |       |      |      |
| 2 مارس 2014 (الأحد) | عدل | تاريخ | راقب | تصفح |

| \| 3 مارس 2014 (الإثنين) \| عدل \| تاريخ \| راقب \| تصفح \| |     |       |      |      |
| نزاعات مسلحة وهجمات - مسلحون مجهولون يقتحمون مقر محكمة في العاصمة الباكستانية إسلام آباد. قتلوا 11 شخصًا وجرحوا 22 آخرين، وفجروا أنفسهم عند وصول الشرطة. (شبكة الصين) - طائرة حربية إسرائيلية تطلق صاروخًا قاتلة شابًا فلسطينيًا ومصيبة ثلاثة آخرين في بيت حانون. (سي إن إن بالعربية) اقتصاد وأعمال - بيل غيتس يستعيد المركز الأول في قائمة أغنى رجال العالم التي تضعها مجلة فوربس، بثروة قدرها 72 مليار دولار. (إيلاف) |     |       |      |      |
| 3 مارس 2014 (الإثنين) | عدل | تاريخ | راقب | تصفح |

| \| 4 مارس 2014 (الثلاثاء) \| عدل \| تاريخ \| راقب \| تصفح \| |     |       |      |      |
| نزاعات مسلحة وهجمات - أزمة القرم 2014 - الرئيس الروسي فلاديمير بوتين يعقد مؤتمرًا صحفيًا يقول فيه إن انقلابًا غير دستوري وقع في أوكرانيا وأن القوة العسكرية ستكون الملاذ الأخير لروسيا. (الحياة) - وزير الخارجية السويدي كارل بيلدت يصف الرئيس الأوكراني السابق فيكتور يانوكوفيتش بأنه خائن لوطنه. (إذاعة السويد باللغة العربية) سياسة - محكمة مصرية تحظر نشاطات حركة المقاومة الإسلامية حماس في مصر، وتقرر إغلاق مكاتبها في البلاد، ووصفت المحكمة الحركة بأنها منظمة إرهابية. (صحيفة الدستور الأردنية) |     |       |      |      |
| 4 مارس 2014 (الثلاثاء) | عدل | تاريخ | راقب | تصفح |

| \| 5 مارس 2014 (الأربعاء) \| عدل \| تاريخ \| راقب \| تصفح \| |     |       |      |      |
| نزاعات مسلحة وهجمات - الجيش الإسرائيلي يعترض سفينة قال أنها تحمل أسلحة من إيران إلى قطاع غزة. (فرنسا 24) سياسة - سحبت كلًا من السعودية والبحرين والإمارات سفرائها لدى قطر بسبب عدم التزام الدوحة بمقررات تم التوافق عليها سابقًا بمجلس التعاون الخليجي. (العربية) |     |       |      |      |
| 5 مارس 2014 (الأربعاء) | عدل | تاريخ | راقب | تصفح |

| \| 6 مارس 2014 (الخميس) \| عدل \| تاريخ \| راقب \| تصفح \| |     |       |      |      |
| نزاعات مسلحة وهجمات - الرئيس الأمريكي باراك أوباما يعرض حلًا دبلوماسيًا لأزمة القرم في مكالمة هاتفية مع الرئيس الروسي فلاديمير بوتين. (سكاي نيوز عربية) - غارة للناتو على مركز للجيش الأفغاني تؤدي إلى مقتل 5 جنود أفغان في إقليم لوغار شرق أفغانستان. (البيان) سياسة وانتخابات - تقديم موعد استفتاء في القرم إلى 16 مارس، سيُسأل المصوتون عما إذا كانوا يفضلون انضمام القرم إلى الاتحاد الروسي أو البقاء ضمن أوكرانيا. (الاقتصادية) - الرئيس التونسي المنصف المرزوقي يرفع حالة الطوارئ المفروضة منذ 3 سنوات. (القبس) |     |       |      |      |
| 6 مارس 2014 (الخميس) | عدل | تاريخ | راقب | تصفح |

| \| 7 مارس 2014 (الجمعة) \| عدل \| تاريخ \| راقب \| تصفح \| |     |       |      |      |
| نزاعات مسلحة وهجمات - أزمة القرم 2014 - مسلحون يقتحمون قاعدة أوكرانية للدفاع الجوي في سيفاستوبول. (بي بي سي عربي) القانون والجريمة - السعودية تعلن جماعة الإخوان المسلمين وجبهة النصرة وتنظيم الدولة الإسلامية في العراق والشام وحزب الله منظمات إرهابية. وتمهل السعوديين المشاركين في أعمال قتالية في الخارج بالعودة خلال 15 يومًا. (الجزيرة) |     |       |      |      |
| 7 مارس 2014 (الجمعة) | عدل | تاريخ | راقب | تصفح |

| \| 8 مارس 2014 (السبت) \| عدل \| تاريخ \| راقب \| تصفح \| |     |       |      |      |
| حوادث وكوارث - الخطوط الجوية الماليزية تفقد اتصالها بطائرتها من نوع بوينغ 777 التي تحمل 239 راكبًا، والمتجهة من كوالالمبور إلى بكين. (الخليج) سياسة - محتجون في كراكاس يتظاهرون ضد الحكومة لنقص المواد الغذائية. (النهار اللبنانية) |     |       |      |      |
| 8 مارس 2014 (السبت) | عدل | تاريخ | راقب | تصفح |

| \| 9 مارس 2014 (الأحد) \| عدل \| تاريخ \| راقب \| تصفح \| |     |       |      |      |
| نزاعات مسلحة وهجمات - تفجير انتحاري عند نقطة تفتيش بمدينة الحلة في محافظة بابل العراقية يودي بحياة 42 شخصًا. (بي بي سي عربي) - اليابان ترسل طائرات حربية وراء 3 طائرات حربية صينية حلقت بالقرب من مجالها الجوي. (الجزيرة) حوادث وكوارث - هبوط اضطراري، في مطار هونولولو الدولي في هاواي، لطائرة بوينغ 787 تابعة للخطوط الجوية اليابانية. كانت رحلة الطائرة من طوكيو إلى سان فرانسيسكو. (إيلاف) |     |       |      |      |
| 9 مارس 2014 (الأحد) | عدل | تاريخ | راقب | تصفح |

| \| 10 مارس 2014 (الإثنين) \| عدل \| تاريخ \| راقب \| تصفح \| |     |       |      |      |
| نزاعات مسلحة وهجمات - جنود من شرطة حدود إسرائيل يقتلون قاضيًا أردنيًا، من أصل فلسطيني، يقولون أنه حاول أخذ أحد أسلحتهم عند معبر الكرامة الحدودي بين الأردن والضفة الغربية. (الشرق) |     |       |      |      |
| 10 مارس 2014 (الإثنين) | عدل | تاريخ | راقب | تصفح |

| \| 11 مارس 2014 (الثلاثاء) \| عدل \| تاريخ \| راقب \| تصفح \| |     |       |      |      |
| نزاعات مسلحة وهجمات - غارة جوية إسرائيلية تقتل 3 فلسطينيين في قطاع غزة. (الأخبار) سياسة - أزمة القرم 2014 - قبل الاستفتاء المقرر في السادس عشر من الشهر، برلمان القرم يتبنى قرار إعلان استقلال عن أوكرانيا، جاء فيه "جمهورية القرم ستكون دولة ديمقراطية، علمانية ومتعددة القوميات". (سكاي نيوز عربية) - المؤتمر الوطني العام الليبي يصوت بحجب الثقة عن وزارة علي زيدان ويكلف وزير الدفاع عبد الله الثني بمهام رئيس الحكومة لحين انتخاب رئيس وزراء جديد. (سي إن إن العربية) حوادث وكوارث - مقتل 23 شخصًا في حادث تصادم سيارة نقل وحافلة ركاب على طريق القاهرة - السويس الصحراوي بالقرب من عيون موسى في مصر. (بي بي سي عربي) |     |       |      |      |
| 11 مارس 2014 (الثلاثاء) | عدل | تاريخ | راقب | تصفح |

| \| 13 مارس 2014 (الخميس) \| عدل \| تاريخ \| راقب \| تصفح \| |     |       |      |      |
| نزاعات مسلحة وهجمات - إطلاق النار على حافلة تقل عسكريين مصريين في القاهرة، ما أدى إلى مقتل ضابط صف وإصابة ثلاثة عسكريين آخرين. (الجزيرة) سياسة وانتخابات - سامي عنان، رئيس أركان القوات المسلحة المصرية السابق، يعلن أنه لن يخوض انتخابات الرئاسة المقبلة. جاء ذلك في مؤتمر صحفي عقده وعلل قراره بأنه "إعلاء للمصلحة العليا للبلاد وللتصدي للمؤامرات". (الرياض) |     |       |      |      |
| 13 مارس 2014 (الخميس) | عدل | تاريخ | راقب | تصفح |

| \| 14 مارس 2014 (الجمعة) \| عدل \| تاريخ \| راقب \| تصفح \| |     |       |      |      |
| نزاعات مسلحة وهجمات - تفجيران في بشاور وكويتا الباكستانيتين يؤديان إلى مقتل 19 شخصًا. أعلنت جماعة أحرار الهند المنشقة عن طالبان مسؤوليتها عن الهجومين، وتنصلت منهما طالبان. (رويترز العربية) علاقات دولية - وزير الخارجية الروسي سيرغي لافروف نظيره الأمريكي جون كيري في لندن لمناقشة أزمة القرم. (إيلاف) |     |       |      |      |
| 14 مارس 2014 (الجمعة) | عدل | تاريخ | راقب | تصفح |

| \| 15 مارس 2014 (السبت) \| عدل \| تاريخ \| راقب \| تصفح \| |     |       |      |      |
| سياسة - التقى الرئيس السوداني عمر البشير مع الأمين العام لحزب المؤتمر الشعبي المعارض حسن الترابي، في أول اجتماع من نوعه منذ 15 عامًا. (الجزيرة). - تداعيات انقلاب سنة 2013 في مصر - مقتل 6 من أفراد الشرطة العسكريَّة في منطقة شبرا الخيمة شمال القاهرة، وقيادة الجيش تتهم الإخوان المسلمين. (النهار) |     |       |      |      |
| 15 مارس 2014 (السبت) | عدل | تاريخ | راقب | تصفح |

| \| 16 مارس 2014 (الأحد) \| عدل \| تاريخ \| راقب \| تصفح \| |     |       |      |      |
| نزاعات مسلحة وهجمات - الأزمة السوريّة - سقوط مدينة يبرود بأيدي مُقاتلي حزب الله اللُبناني وقوَّات النظام السوري. (النهار) - تفجير انتحاري في بلدة النبي عُثمان بالبقاع اللُبناني يستهدف عناصر من حزب الله. (النهار) سياسة وانتخابات - استفتاء القرم 2014 - تصويت بنسبة ساحقة لصالح انفصال القرم عن أوكرانيا وإعادة انضمامها لروسيا. (الدستور الأردنية) - الناخبون في صربيا ينتخبون برلمانًا جديدًا في انتخابات تشريعية مبكرة. (الحياة) |     |       |      |      |
| 16 مارس 2014 (الأحد) | عدل | تاريخ | راقب | تصفح |

| \| 17 مارس 2014 (الإثنين) \| عدل \| تاريخ \| راقب \| تصفح \| |     |       |      |      |
| نزاعات مسلحة وهجمات - وحدة سيل تابعة للبحرية الأمريكية تستولي على ناقلة نفط كورية شمالية بالقرب من ساحل قبرص، وذلك بعد أن هربت السفينة من البحرية الليبية محملة بنفط من مناطق يسيطر عليها متمردون. (فرنسا 24) سياسة - أزمة القرم لسنة 2014 - الرئيس الروسي ڤلاديمير پوتين يوقع مرسومًا يعترف فيه بالقرم دولة مُستقلَّة رُغم مُعارضة الولايات المُتحدة الأمريكيَّة وأوروپَّا. (يني شفق العربيَّة) (روسيا اليوم) |     |       |      |      |
| 17 مارس 2014 (الإثنين) | عدل | تاريخ | راقب | تصفح |

| \| 18 مارس 2014 (الثلاثاء) \| عدل \| تاريخ \| راقب \| تصفح \| |     |       |      |      |
| نزاعات مسلحة وهجمات - إصابة عدد من الجُنود الإسرائيليين بجروح جرَّاء استهداف ناقلة كانت تقلُّهم في قرية مجدل شمس بالجولان، وترافق ذلك مع رشقات ناريَّة باتجاههم. (لبنان 24). - عدد كبير من الشباب يُقدمون على قطع طرقات في بيروت ومُحيطها وفي البقاع وشمال لُبنان تضامنًا مع بلدة عرسال المُحاصرة من قبل أهالي بلدات حُدوديَّة شيعيَّة مُجاورة أُصيبت بقصف مُقاتلي المُعارضة السوريَّة، ورفضًا لقتال حزب الله في سوريا إلى جانب النظام السوري. (Now Lebanon) سياسة - اليابان تعلق محادثات تخفيف تأشيرات الدخول ومفاوضات اتفاق استثماري والمفاوضات الثنائية المتعلقة بالاستخدام السلمي للفضاء مع روسيا، في رد فعل على ضم روسيا للقرم. (وكالة الأنباء الكويتية) - الحكومة الأمريكيَّة تُغلق السفارة السوريَّة في واشنطن بصورةٍ رسميَّة، وتأمر باقي الموظفين فيها من غير الأمريكيين بوجوب مُغادرة البلاد، كما أبلغت دمشق بأنَّها ستُغلق قنصليتيها في تروي في ولاية ميتشغين وفي هيوستن في ولاية تكساس، بعد أن أعلنت السفارة الأسبوع الماضي أنها لن تقدم أي خدمات قنصلية. (المُستقبل) |     |       |      |      |
| 18 مارس 2014 (الثلاثاء) | عدل | تاريخ | راقب | تصفح |

| \| 19 مارس 2014 (الأربعاء) \| عدل \| تاريخ \| راقب \| تصفح \| |     |       |      |      |
| - دخلت الأزمة الأوكرانية مرحلة جديدة وخطيرة بعد توقيع الرئيس الروسي فلاديمير بوتين أمس على معاهدة تاريخية لضم منطقة القرم إلى روسيا بمفعول فوري، الأمر الذي أعقبته ردود فعل واسعة من العواصم الغربية. وتزامنا مع هذه التطورات السريعة، أعلن رئيس الوزراء الأوكراني ارسيني ياتسينيوك، المدعوم من الغرب، أن النزاع بين بلاده وروسيا دخل «مرحلة عسكرية»، في أعقاب مقتل جندي أوكراني وإصابة ثان في إطلاق نار بمنطقة القرم.(الشرق الأوسط) - دانت المحكمة الأوروبية لحقوق الإنسان أمس تركيا لأنها أصدرت عقوبة سجن مؤبد على الزعيم الكردي عبد الله أوجلان لا يمكن خفضها دون ترك المجال أمام إطلاق سراح مشروط، معتبرة أن ذلك يشكل معاملة غير إنسانية.(الشرق الأوسط) - قتل تسعة أشخاص على الأقل وأصيب أكثر من 40 بجروح في هجمات متفرقة، بينها سبع هجمات بسيارات مفخخة، استهدفت أمس مناطق مختلفة من العراق، كما ذكرت مصادر أمنية وطبية.(الشرق الأوسط) - عين وزير الخزانة البريطاني جورج أوزبورن أمس، نعمات شفيق نائبا لمحافظ بنك إنجلترا المركزي، لتنهي أربع سنوات من لجنة تحديد معدلات الفائدة التي يتألف غالبيتها من الرجال.(الشرق الأوسط) - ذكرت تقارير صحافية أن معظم أجهزة الصراف الآلي على مستوى العالم وجزء كبير من أنظمة التحكم الصناعي التي تعتمد على الكومبيوتر ستصبح أكثر عرضة للاختراق من قبل القراصنة والفيروسات خلال فترة تقل عن شهر.(الشرق الأوسط) - قضت محكمة مصرية أمس بسجن ضابط شرطة، لمدة عشر سنوات مع الشغل، وسجن ثلاثة ضباط آخرين سنة مع وقف التنفيذ، بعد إدانتهم في واقعة مقتل 37 متهما من أنصار جماعة الإخوان المسلمين، أثناء ترحيلهم إلى سجن «أبو زعبل» بالقليوبية في 18 أغسطس (آب) الماضي.(الشرق الأوسط) - أعلنت الخارجية الأميركية وقف وتجميد عمل السفارة السورية في واشنطن وقنصلياتها في الولايات الأميركية الأخرى ومطالبة الدبلوماسيين والموظفين بمغادرة الولايات المتحدة.(الشرق الأوسط) - الجيش اللُبناني يُعيد فتح الطُرقات المقطوعة بين بلدة عرسال والبلدات الحدوديَّة المُجاورة بعدما قُطعت مُنذ يومين إثر التفجير الانتحاري الذي ضرب بلدة النبي عثمان وسقوط صواريخ على بلدة اللبوة، وأهالي البلدة يستقبلونهم بالترحاب. (Now Lebanon) - لجنة التخطيط المحليَّة الإسرائيليَّة في مدينة القدس الشرقيَّة تُصادق على الشروع ببناء 186 وحدة سكنية استيطانيَّة جديدة في مستوطنات إسرائيليَّة مُقامة في المدينة سالفة الذِكر ومُحيطها. (يني شفق العربيَّة) أزمة القرم لِسنة 2014 - كازاخستان تعترف بنتيجة استفتاء القرم الذي أسفر عن ضمّ الأخيرة إلى الاتحاد الروسي. (يني شفق العربيَّة) الأزمة السوريَّة - الطيران الحربي الإسرائيلي يشُنُّ غارات على مواقع عسكريَّة سوريَّة في الجولان أسفرت عن مقتل جندي وجرح 7 آخرين، ردًّا على الانفجار الذي طال دوريَّة إسرائيليَّة قبل يومٍ واحد. (العربيَّة ) - الكشف عن وثيقة سريَّة عن لقاء جمع بين نائب وزير الخارجية السوري فيصل المقداد، ونائب وزير الخارجية الروسي ميخائيل بوغدانوف مفادها أنَّ أمين عام حزب الله السيِّد حسن نصر الله حمَّل رسالة إلى إسرائيل مفادها عدم الرغبة بإشعال جبهة الجنوب لأنَّ اهتمام الحزب يصب الآن على سوريا. (العربيَّة) |     |       |      |      |
| 19 مارس 2014 (الأربعاء) | عدل | تاريخ | راقب | تصفح |

| \| 20 مارس 2014 (الخميس) \| عدل \| تاريخ \| راقب \| تصفح \| |     |       |      |      |
| علاقات دولية - أزمة القرم 2014 - رئيس الولايات المتحدة، باراك أوباما، يعلن فرض عقوبات جديدة ضد روسيا، ردًا على ضم القرم. (رويترز) - وزارة الخارجية الروسية تنشر قائمة تضم أسماء 9 مسؤولين أمريكيين كبار محظور عليهم دخول الأراضي الروسية. (روسيا اليوم) - رئيس الوزراء الأوكراني أرسيني ياتسينيوك يقول أن بلاده سترد عسكريًا إذا ضمت روسيا مناطق في شرق أوكرانيا. (سكاي نيوز) - الأزمة السوريَّة - الجيش النظامي السوري يقصف المدنيين الهاربين من معارك بلدة الحصن السوريَّة ومحيط قلعة حصن الأكراد في ريف حمص إلى قُرى منطقة عكَّار اللُبنانيَّة ما أدى إلى مقتل وجرح العشرات منهم، كما أُصيبت بعض القُرى اللُبنانيَّة جرَّاء هذا القصف. (الحياة) سياسة - الحُكومة التُركيَّة تحجب موقع تويتر للتواصل الاجتماعي بعدما هدد رئيس الوزراء رجب طيَّب أردوغان بفعل ذلك ردًّا على تسجيلاتٍ هاتفيَّة تُظهر تورُّطه بفضيحة ماليَّة. (سكاي نيوز العربيَّة) - الحُكومة اللُبنانيَّة برئاسة تمَّام بك سلام تحوز ثقة المجلس النيابي بغالبية 96 صوتًا ومعارضة أربعة نوَّاب وامتناع نائب عن التصويت في جلسة حضرها 101 نائب. (النهار) - إسرائيل تُقرّ لأوَّل مرَّة بتنفيذ عمليَّات تخريبيَّة في إيران طالت البرنامج النووي الإيراني عبر اغتيال القائمين عليه، إضافة إلى شن هجمات إلكترونيَّة. (العربيَّة) |     |       |      |      |
| 20 مارس 2014 (الخميس) | عدل | تاريخ | راقب | تصفح |

| \| 21 مارس 2014 (الجمعة) \| عدل \| تاريخ \| راقب \| تصفح \| |     |       |      |      |
| نزاعات مسلحة وهجمات - قوة إسرائيلية تقتحم مخيم جنين محاصرة أحد المنازل فجر اليوم، قتلت القوة المقتحمة 3 فلسطينيين وأصابت 15 آخرين. كان أحد القتلى قائدًا في كتائب القسام الجناح العسكري لحماس. (الجزيرة) |     |       |      |      |
| 21 مارس 2014 (الجمعة) | عدل | تاريخ | راقب | تصفح |

| \| 22 مارس 2014 (السبت) \| عدل \| تاريخ \| راقب \| تصفح \| |     |       |      |      |
| نزاعات مسلحة وهجمات - الجيش الوطني الليبي يقاتل متمردين يسيطرون على موانئ نفطية في بنغازي. (رويترز العربية) سياسة وانتخابات - أهل البندقية يصوتون في استفتاء إلكتروني على الانفصال عن إيطاليا. الاستفتاء الذي نظمته أحزاب سياسية محلية غير ملزم قانونيًا. (البلاد) |     |       |      |      |
| 22 مارس 2014 (السبت) | عدل | تاريخ | راقب | تصفح |

| \| 23 مارس 2014 (الأحد) \| عدل \| تاريخ \| راقب \| تصفح \| |     |       |      |      |
| نزاعات مسلحة وهجمات - طائرة إف-16 تركية تسقط طائرة عسكرية سورية قالت تركيا أنها اخترقت حدودها. (الإمارات اليوم) - عدة هجمات في مناطق عراقية تسفر عن مقتل 7 أشخاص. (روسيا اليوم) - اشتباكات بين مجموعة مجموعة تابعة لرئيس حزب التيار العربي شاكر البرجاوي الموالي للنظام السوري ومُسلحين سلفيين وآخرين من أهالي الحي الغربي الواقع خلف المدينة الرياضيَّة على أطراف بيروت، والجيش يتدخل لفض الإشكال. (النهار) سياسة - إضراب شامل في القطاع الدبلوماسي الإسرائيلي بسبب نزاع حول الأجور، أدى هذا الإضراب إلى إغلاق تام لسفارات دولة إسرائيل في جميع أنحاء العالم. (الجزيرة) الأزمة السوريَّة - مقتل قائد قوَّات الدفاع الوطني السوري هلال الأسد ابن عم الرئيس السوري بشَّار الأسد، في المعارك التي تدور في ريف اللاذقية. (النهار) - ظهور مُسجَّل للشيخ أحمد الأسير الحُسيني بالصوت والصورة بعد فترةٍ طويلة من آخر ظهور، يُرسل فيه رسالة إلى الجيش اللُبناني وحزب الله. (NOW Lebanon) |     |       |      |      |
| 23 مارس 2014 (الأحد) | عدل | تاريخ | راقب | تصفح |

| \| 24 مارس 2014 (الإثنين) \| عدل \| تاريخ \| راقب \| تصفح \| |     |       |      |      |
| نزاعات مسلحة وهجمات - هجوم شنه مسلحون في سيارات يؤدي إلى مقتل 20 عسكريًا يمنيًا في حضرموت. (الجزيرة) قضيَّة الخطوط الجوية الماليزية الرحلة 370 - العُثور على الطائرة الماليزيَّة المُختفية مُنذ حوالي أسبوعين في مياه نائية جنوب المُحيط الهندي قبالة ساحل إستراليا الغربي دون تحديد سبب انحرافها عن مسارها الأصلي، وجميع رُكَّابها قضوا نحبهم. (النهار) تداعيات انقلاب سنة 2013 في مصر - محكمة جنايات المنيا في مصر تقضي بإعدام 529 شخصًا من أعضاء جماعة الإخوان المسلمين وأنصارهم مُتهمين بارتكاب أفعال جُرميَّة. (سكاي نيوز) |     |       |      |      |
| 24 مارس 2014 (الإثنين) | عدل | تاريخ | راقب | تصفح |

| \| 25 مارس 2014 (الثلاثاء) \| عدل \| تاريخ \| راقب \| تصفح \| |     |       |      |      |
| سياسة وانتخابات - البرلمان الأوكراني يقبل استقالة وزير الدفاع إيغور نينيوخ ويعين ميخائيل كوفال محله، وذلك بعد أن واجه المستقيل انتقادات لإدارته أزمة القرم. (الحرة) |     |       |      |      |
| 25 مارس 2014 (الثلاثاء) | عدل | تاريخ | راقب | تصفح |

| \| 26 مارس 2014 (الأربعاء) \| عدل \| تاريخ \| راقب \| تصفح \|                                                  |     |       |      |      |
| تداعيات انقلاب سنة 2013 في مصر - المُشير عبد الفتَّاح السيسي يُعلن ترشُّحه لمنصب رئيس جمهوريَّة مصر العربيَّة. (الأخبار) |     |       |      |      |
| 26 مارس 2014 (الأربعاء)                                                                                        | عدل | تاريخ | راقب | تصفح |

| \| 27 مارس 2014 (الخميس) \| عدل \| تاريخ \| راقب \| تصفح \| |     |       |      |      |
| سياسة - تركيا تحجب يوتيوب بعد نشر مقطع فيه تسجيل صوتي لاجتماع يناقش فيه مسؤولون أتراك كبار تدخلًا عسكريًا في سوريا. (راديو سوا) اقتصاد - الثورة الأوكرانية 2014 - الحكومة الأوكرانية ترفع أسعار الغاز للمستهلكين المحليين بنسبة 50% لتأمين حزمة مساعدات من صندوق النقد الدولي. (أرقام) - صندوق النقد الدولي يعلن عن قرض لأوكرانيا تتراوح قيمته بين 14-18 مليار دولار. (بي بي سي عربي) علاقات دولية - الجمعية العامة للأمم المتحدة تصدر قرارًا غير ملزم يرفض شرعية استفتاء ضم روسيا للقرم. (رويترز العربية) |     |       |      |      |
| 27 مارس 2014 (الخميس) | عدل | تاريخ | راقب | تصفح |

| \| 28 مارس 2014 (الجمعة) \| عدل \| تاريخ \| راقب \| تصفح \|                                                                                 |     |       |      |      |
| حوادث وكوارث - تحطم طائرة من نوع لوكهيد سوبر هركليز سي-130 تابعة للقوات الجوية الهندية بعد إقلاعها من قاعدة أغرة الجوية. (سي إن إن العربية) |     |       |      |      |
| 28 مارس 2014 (الجمعة) | عدل | تاريخ | راقب | تصفح |

| \| 29 مارس 2014 (السبت) \| عدل \| تاريخ \| راقب \| تصفح \|                                                         |     |       |      |      |
| نزاعات مسلحة وهجمات - تفجير انتحاري بسيارة مفخخة عند حاجز للجيش اللبناني في عرسال يؤدي إلى مقتل 3 من جنود. (القدس) |     |       |      |      |
| 29 مارس 2014 (السبت)                                                                                               | عدل | تاريخ | راقب | تصفح |

| \| 30 مارس 2014 (الأحد) \| عدل \| تاريخ \| راقب \| تصفح \| |     |       |      |      |
| سياسة وانتخابات - المصوتون في تركيا يصوتون في الانتخابات المحلية. (بي بي سي العربية) - اللجنة العليا للانتخابات في مصر تحدد موعد الانتخابات الرئاسية ليكون 26 و27 مايو. (الجزيرة) |     |       |      |      |
| 30 مارس 2014 (الأحد) | عدل | تاريخ | راقب | تصفح |

| \| 31 مارس 2014 (الإثنين) \| عدل \| تاريخ \| راقب \| تصفح \| |     |       |      |      |
| نزاعات وهجمات - الكوريتان الشمالية والجنوبية تتبدلان قصفًا مدفعيًا بدأه الشمال. (النهار) القانون والجريمة - محكمة باكستانية خاصة تدين الرئيس السابق برويز مشرف بتهمة الخيانة العظمى؛ وذلك لفرضه حالة الطوارئ وتعليق العمل بالدستور عام 2007. (الشرق الأوسط) |     |       |      |      |
| 31 مارس 2014 (الإثنين) | عدل | تاريخ | راقب | تصفح |

| أحداث جارية |
| --- |
| - أزمة الدين الحكومي اليوناني - جائحة فيروس كورونا 2019–20 - التدخل العسكري الروسي في أوكرانيا - التدخل العسكري الروسي في سوريا - الحرب الأهلية السورية - الهجوم على شمال غرب سوريا (2024) - الحرب الأهلية السودانية 2023 - عملية طوفان الأقصى - الحرب الفلسطينية الإسرائيلية (الخط الزمني) - صراع حزب الله وإسرائيل (2023–الآن) - - أزمة البحر الأحمر - الهجمات على القواعد الأمريكية في العراق وسوريا 2023 - الأزمة الإنسانية في غزة (2023 – الآن) تفاصيل أكثر النزاعات الجارية أدناه |

| وفيات حديثة |
| --- |
| - 14 مارس: ألان سيمبسون (سياسي) - 15 مارس: بيتر بيكسل - 15 مارس: منير شاكر - 15 مارس: دوريس فيتشين - 15 مارس: أليكس داود - 15 مارس: سليك واتس - 15 مارس: إحسان الترك - 15 مارس: واتارو أسو - 16 مارس: جيسي كولن يونغ - 16 مارس: إيميلي ديكيني - 16 مارس: أنطوان كرباج - 17 مارس: لي شاو كي - 17 مارس: أبو إسحاق الحويني - 17 مارس: أبو حمزة - 17 مارس: جون فرازير (لاعب كرة قدم بريطاني) - 18 مارس: محمود أبو وطفة - 18 مارس: ولامير ماركيز - 18 مارس: قسطنطين رودريغيز - 18 مارس: جان ميشيل (سياسي) - 18 مارس: عصام الدعاليس |

| نزاعات جارية |
| --- |
| - التدخل العسكري الدولي ضد تنظيم الدولة الإسلامية (داعش) - الكاميرون - الحرب الأهلية الكاميرونية - جمهورية إفريقيا الوسطى - حرب جمهورية إفريقيا الوسطى الأهلية (2012–الآن) - جمهورية الكونغو الديموقراطية - تمرد القوات الديمقراطية المتحالفة - صراع كيفو - الحرب الأهلية الأثيوبية (2018-حاليا) - صراع أمهرة [الإنجليزية] - موزمبيق - التمرد الإسلاموي في موزمبيق - نيجيريا - تمرد بوكو حرام - التمرد الإسلامي في الساحل - تمرد الجهاديين في بوركينا فاسو · حرب مالي - الحرب الأهلية الصومالية - الحرب في الصومال (2009–الآن) - السودان - الحرب الأهلية السودانية 2023 - النزاع في أفغانستان - النزاع بين طالبان والدولة الإسلامية في أفغانستان - صراع بنجشير - الهند - التمرد في جامو وكشمير - العصيان الماوي-الناكسالي - إندونيسيا - أزمة بابوا - الصراع الداخلي في ميانمار - الحرب الأهلية في ميانمار (2021-الحاضر) - باكستان - صراع بلوشستان - عصيان خيبر بختونخوا - الصراع الأهلي في الفلبين - التمرد الشيوعي في الفلبين - الحرب الروسية الأوكرانية - الغزو الروسي لأوكرانيا 2022 - صراع العراق (2003–الآن) - التمرد العراقي (2017–الآن) - صراع إسرائيل وغزة - الحرب الفلسطينية الإسرائيلية 2023 - هجمات الحوثيين على إسرائيل (2023 - 2024) - الحرب الأهلية السورية - التدخل الأجنبي في الحرب الأهلية السورية - تركيا - الولايات المتحدة - اليمن - الحرب الأهلية اليمنية (2014–الآن) - التدخل العسكري في اليمن |